# Wybory prezydenckie w Dżibuti w 1981 roku
Wybory prezydenckie w Dżibuti odbyły się 12 czerwca 1981 roku. Zwyciężył w nich jedyny startujący kandydat Hasan Guled Aptidon z Ludowego Ruchu na rzecz Postępu, jedynej legalnej partii. Aptidon zdobył 84,58% aprobujących go głosów. Przeciw było 15,42% obywateli. Frekwencja wyborcza wyniosła 85%.